# Wilfred Jacobs
Wilfred Jacobs, né le 19 octobre 1919 et mort le 11 mars 1995), est un homme d'État. Il est le premier gouverneur d'Antigua-et-Barbuda, de 1967 à l'indépendance du pays en 1981, puis le premier gouverneur général du 1er novembre 1981 au 10 juin 1993. Il a été remplacé par James Carlisle.

## Biographie
Il étudie le droit à Londres et devient avocat. Il est nommé magistrat à la Dominique en 1947 et à Saint-Kitts en 1962. Il est ensuite nommé procureur général des îles Sous-le-Vent de 1957 à 1959 et à Antigua en 1960. De 1960 à 1967, il exerce diverses fonctions coloniales. 
Il est nommé gouverneur d'Antigua-et-Barbuda de 1967 à son accession à l'indépendance en 1981, date à laquelle il devient le premier gouverneur général. Il est gouverneur général d'Antigua-et-Barbuda du 1er novembre 1981 au 10 juin 1991. Il est remplacé par James Carlisle.